# Função vicariante
Função vicariante ou de suplência do cérebro é a capacidade de recuperar total ou parcialmente as capacidades perdidas devido a uma lesão cerebral. Embora o tecido nervoso do córtex cerebral não se regenere, é possível recuperar as capacidades perdidas pelas áreas adjacentes da área lesionada através da reorganização espontânea do tecido nervoso e com desenvolvimento de novas conexões que se baseiam na substituição funcional. Isto é, cada área do nosso cérebro possui neurónios específicos para determinada função, quando é danificada determinada área, os neurónios dessa mesma área morrem. Contudo, os neurónios das áreas vizinhas podem substituir os neurónios perdidos estabelecendo uma nova organização do tecido nervoso, pois os neurónios conseguem adquirir e desempenhar outras funções que não as pré-definidas, mas não a 100%.